# Giuseppe Marchi (Archäologe)
Giuseppe Marchi (* 22. Februar 1795 in Tolmezzo bei Udine; † 10. Februar 1860 in Rom) war ein italienischer Archäologe und Jesuit. Er gilt als Pionier der Christlichen Archäologie.

## Leben
Marchi wurde nach seinem Beitritt zum Jesuitenorden 1815 zunächst Professor in den Ordensschulen von Terni, Reggio nell’Emilia und Modena. 1833 bis 1838 wirkte er im Römischen Jesuitenkolleg zunächst als Bibliothekar und schließlich 1839 bis 1860 als Direktor des Museum Kircherianum. 1842/43 war er an der Einrichtung des Museo Gregoriano Etrusco im Vatikan beteiligt.
Papst Gregor XVI. ernannte ihn zum Konservator der Coemeterien in Rom. Er begann in dieser Eigenschaft die systematische Erforschung der römischen Katakomben und entdeckte dabei 1845 das Grab des Märtyrers Hyacinthus, das bis heute einzige zuvor völlig unberührte Märtyrergrab.
Marchi war Lehrer und Mentor des bekannten Christlichen Archäologen Giovanni Battista de Rossi. Er begann ein aufwändiges Werk zur frühchristlichen Archäologie, von dem er allerdings nur den ersten Band über die Katakomben Roms fertigstellen konnte. Seine große ikonographische Sammlung hinterließ er seinem Schüler Raffaele Garrucci (1812–1885).

## Veröffentlichungen (Auswahl)
- Monumenti delle arti cristiane primitive. Band I: Architettura cimiteriale della Roma sotterranea cristiana, Rom 1844.